# Rakhiv
Rakhiv (en ukrainien : Рахів) ou Rakhovo (en ruthène : Раховo ; en russe : Рахов ; en hongrois : Rahó, en roumain ; Rahău ; en slovaque : Rachov ; en allemand : Rauhau ; en polonais : Rachów ; en yiddish : ראחוב) est une ville de l'oblast de Transcarpatie, en Ukraine, et le centre administratif du raïon de Rakhiv. Sa population s'élevait à 15 430 habitants en 2016.

## Géographie
Rakhiv est située sur le cours supérieur de la Tisza, dans une vallée des Carpates dominée par des montagnes dépassant 1 400 m d'altitude. Elle se trouve à 155 km au sud-est d'Oujhorod, la capitale administrative de l'oblast de Transcarpathie, et à 531 km au sud-ouest de Kiev.
Rakhovo, ou plus précisément le village de Dilove, à 10 km au sud, est l'un des lieux qui prétendent au titre symbolique de centre géographique de l'Europe. Il a été calculé en 1887 par des géographes de l'empire d'Autriche-Hongrie. Une borne, érigée à Dilove, porte une inscription latine :

« Locus Perennis Dilicentissime cum libella librationis quae est in Austria et Hungaria confectacum mensura gradum meridionalium et paralleloumierum Europeum. MD CCC LXXXVII »

## Histoire
La première mention de Rakhovo remonte à l'année 1447, alors que la région était peuplée d'Houtsoules de Galicie. C'était un village du royaume de Hongrie. De 1800 à 1820, le gouvernement hongrois fit venir dans la région des travailleurs du bois allemands de la région de Zips, dans le nord de la Slovaquie. À partir de 1867, Rakhovo fit partie de l'empire d'Autriche-Hongrie. Après la Première Guerre mondiale, elle fut brièvement occupée par la Roumanie, puis, comme le reste de la Ruthénie Subcarpatique, rattachée à la Tchécoslovaquie, qui venait d'être formée. La région montagneuse autour de Rakhiv connut alors une brève période de grande activité touristique, et la ville fut surnommée « le Paris des Houtsoules ». Mais cette phase s'acheva avec le rattachement à la Hongrie de la partie sud-ouest de la Ruthénie en 1938, puis du reste de la région en 1939. En 1944, au cours de sa progression vers l'ouest, l'Armée rouge libéra la région qui fut rattachée à l'Ukraine soviétique. Depuis 1991, Rakhiv est le centre d'un raïon de l'Ukraine indépendante.

## Population

### Démographie
Recensements (*) ou estimations de la population :
| 1939  | 1959*  | 1970*  | 1979*  | 1989*  | 2001*  |
| ----- | ------ | ------ | ------ | ------ | ------ |
| 9 900 | 10 849 | 12 604 | 14 493 | 15 812 | 15 241 |

| 2011   | 2012   | 2013   | 2014   | 2015   | 2016   |
| ------ | ------ | ------ | ------ | ------ | ------ |
| 15 137 | 15 197 | 15 243 | 15 283 | 15 372 | 15 430 |

### Nationalités
Au recensement de 2001, la population de Rakhiv comptait 83,8 pour cent d'Ukrainiens (dont une majorité de Ruthènes et de Houtsoules, comptabilisés en tant qu'Ukrainiens), 11,6 pour cent de Hongrois, 3,2 pour cent de Roumains et 0,8 pour cent de Russes.

## Galerie

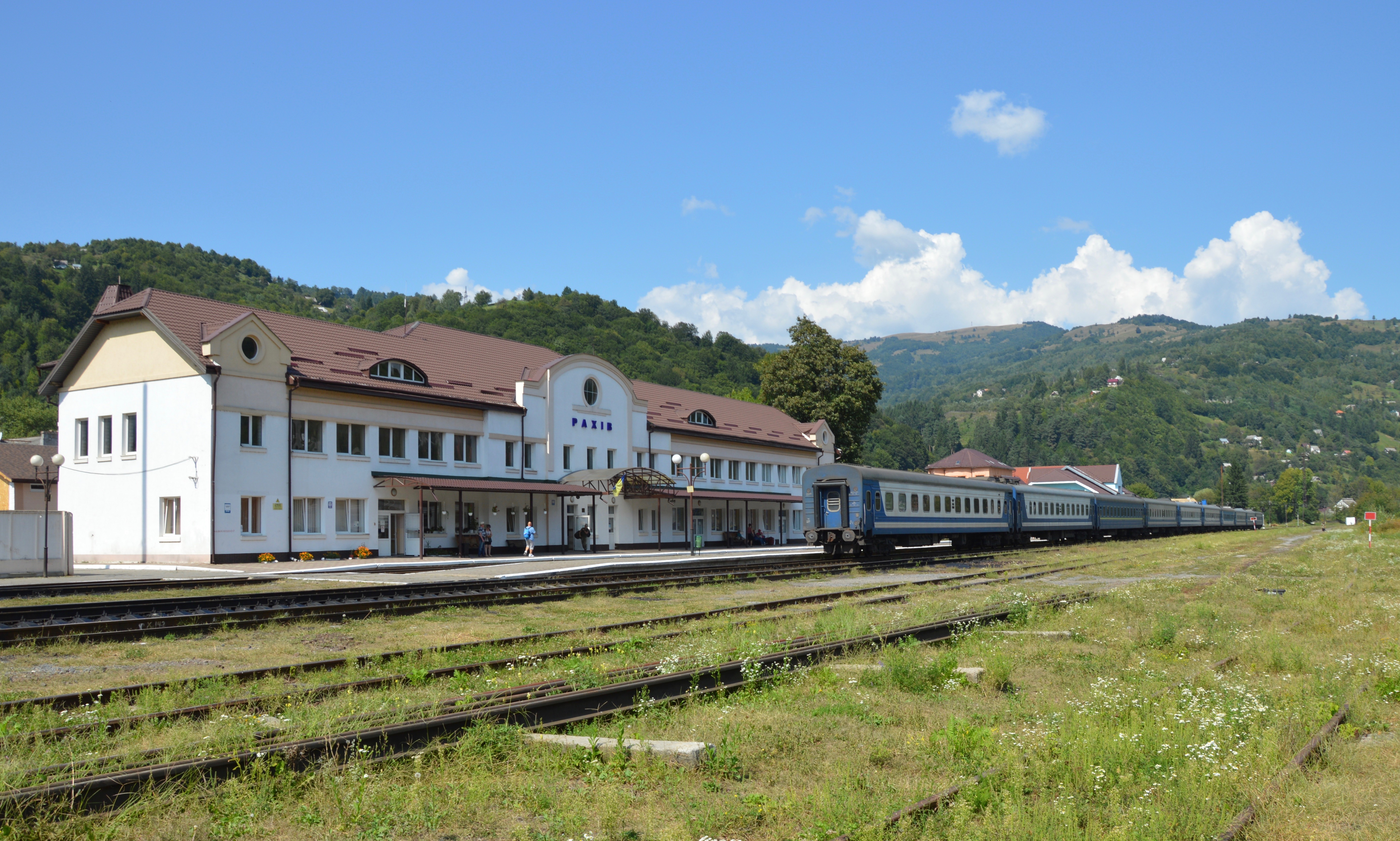
La gare de Rakhiv.
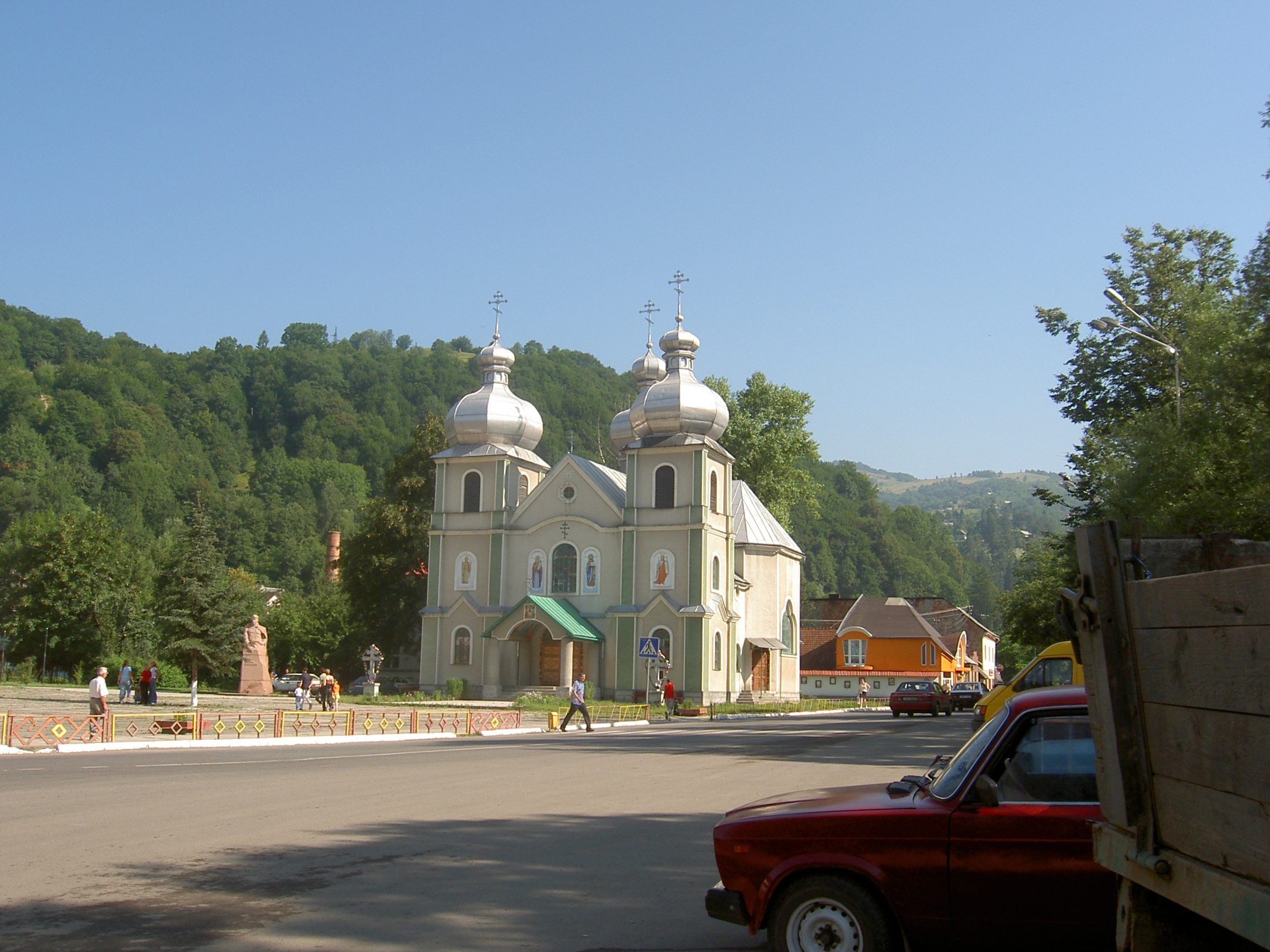
Église à Rakhiv.
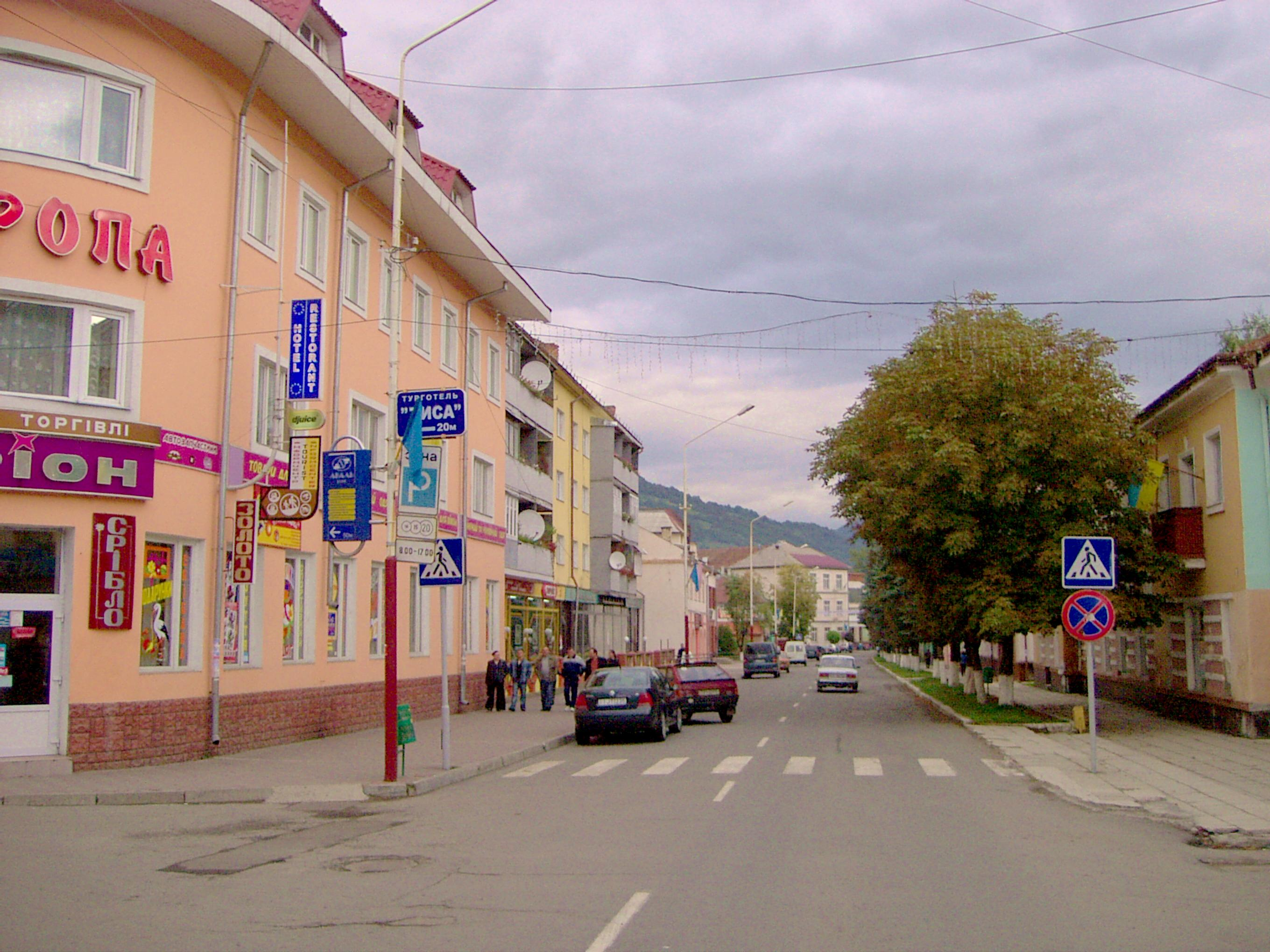
La rue principale de Rakhiv.
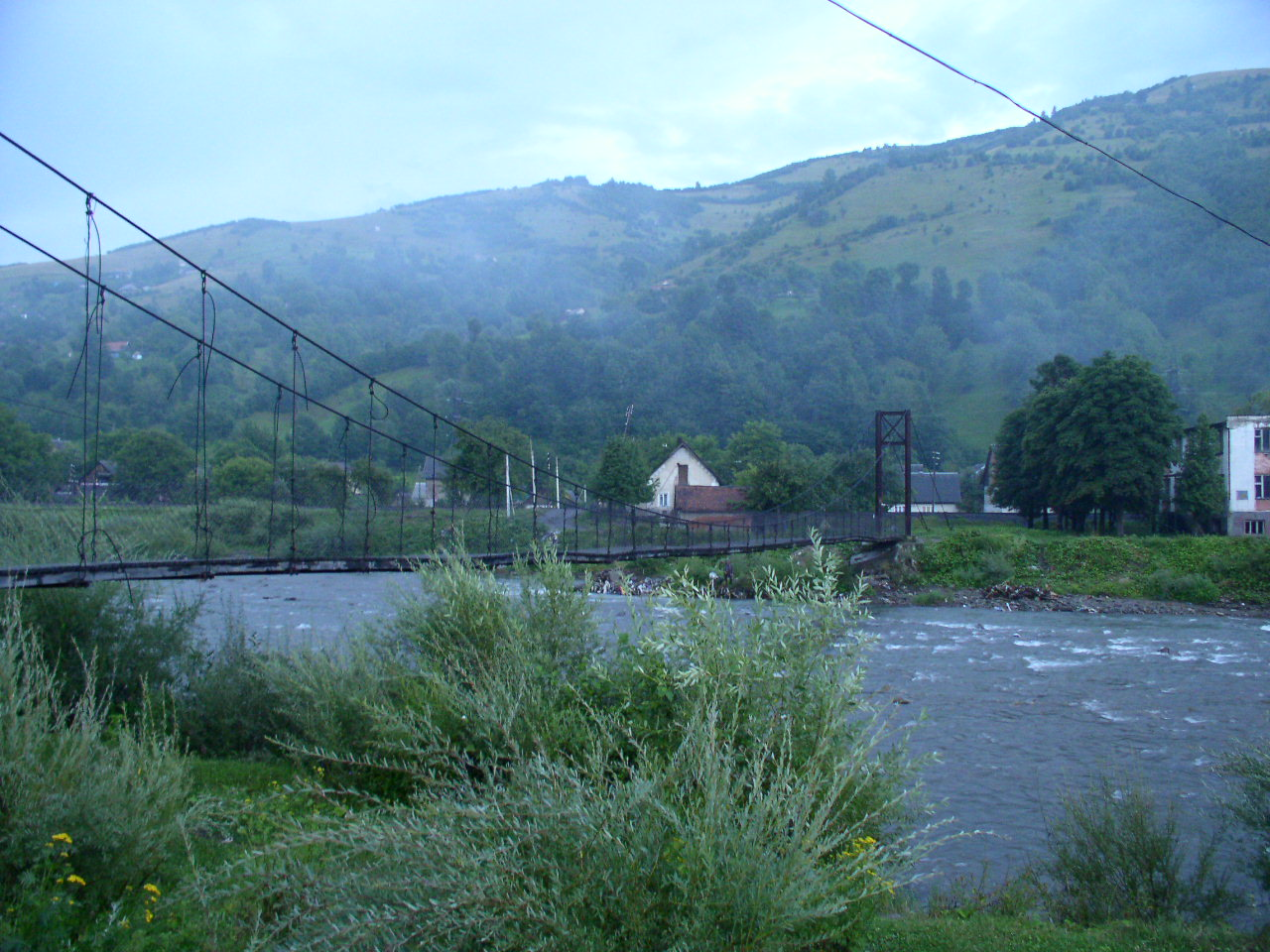
La rivière Tisza à Rakhiv.
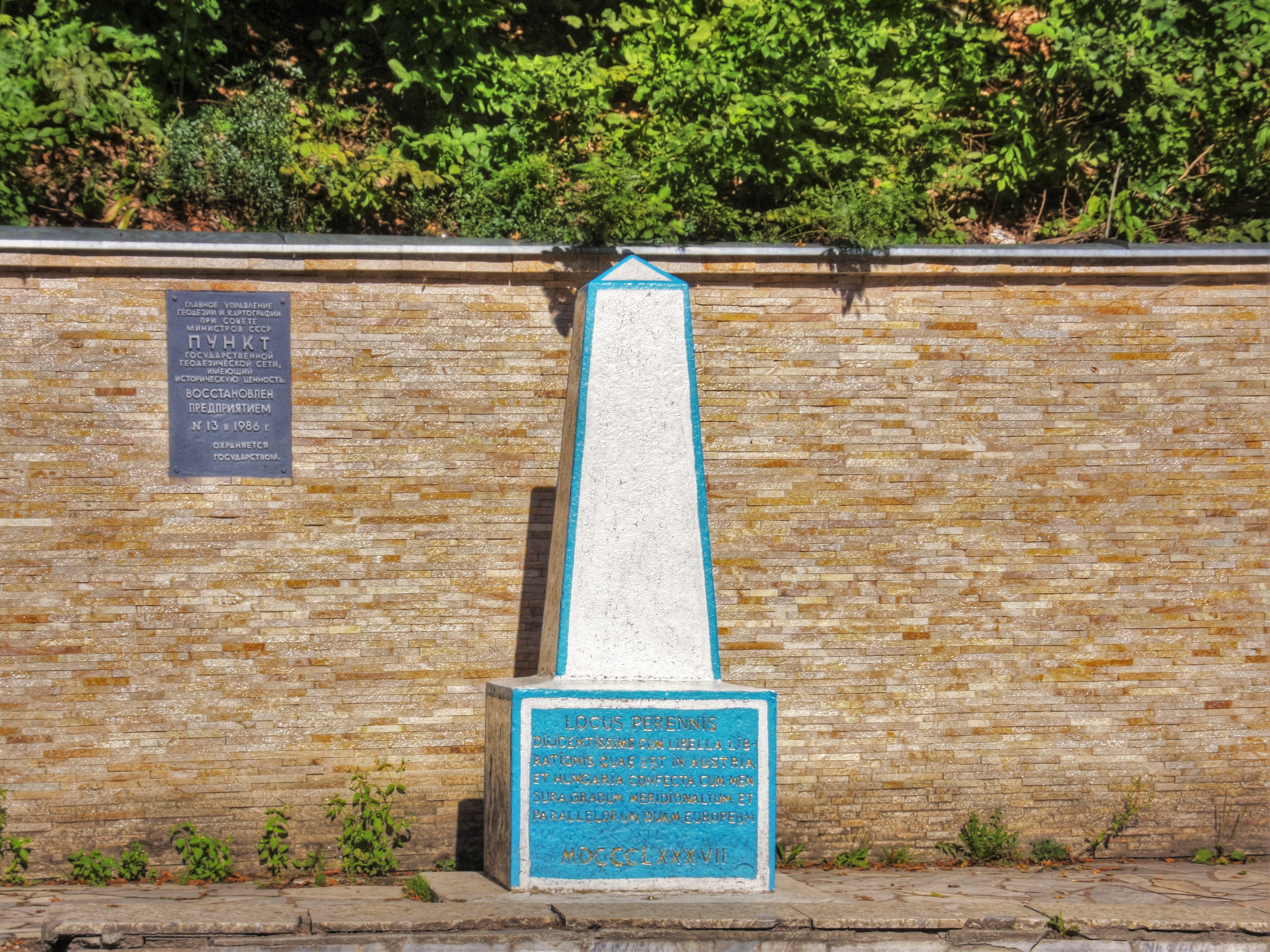
Dilove : marqueur au centre géographique de l'Europe.